# Свято-Миколаївська церква (Біляївка)
Свято-Миколаївська церква (відома також як Червона церква) — головний православний храм міста Біляївка, Одеський район, Одеська область.
Ця церква є новішою, у порівнянні із старою "Білою церквою". Її було зведено тільки на самому кінці ХІХ століття. Будівництво розпрочалося у 1897 році, а його завершення і освячення відбулося тільки у 1900 році. Храм було освячено на честь Святого Миколая.
Храм збудований із білого каменю і червоної цегли, а до розчину додавали яйця, які збирали усі прихожани громади. Завдяки цьому, у 1930-ті роки, коли більшовики намагалися розібрати церкву на цеглу, зробити цього не вдалося, оскільки цегла ломалася, але розчин залишався цілим. Завдяки цьому храм зостався збереженим на сьогодні.

## Галерея

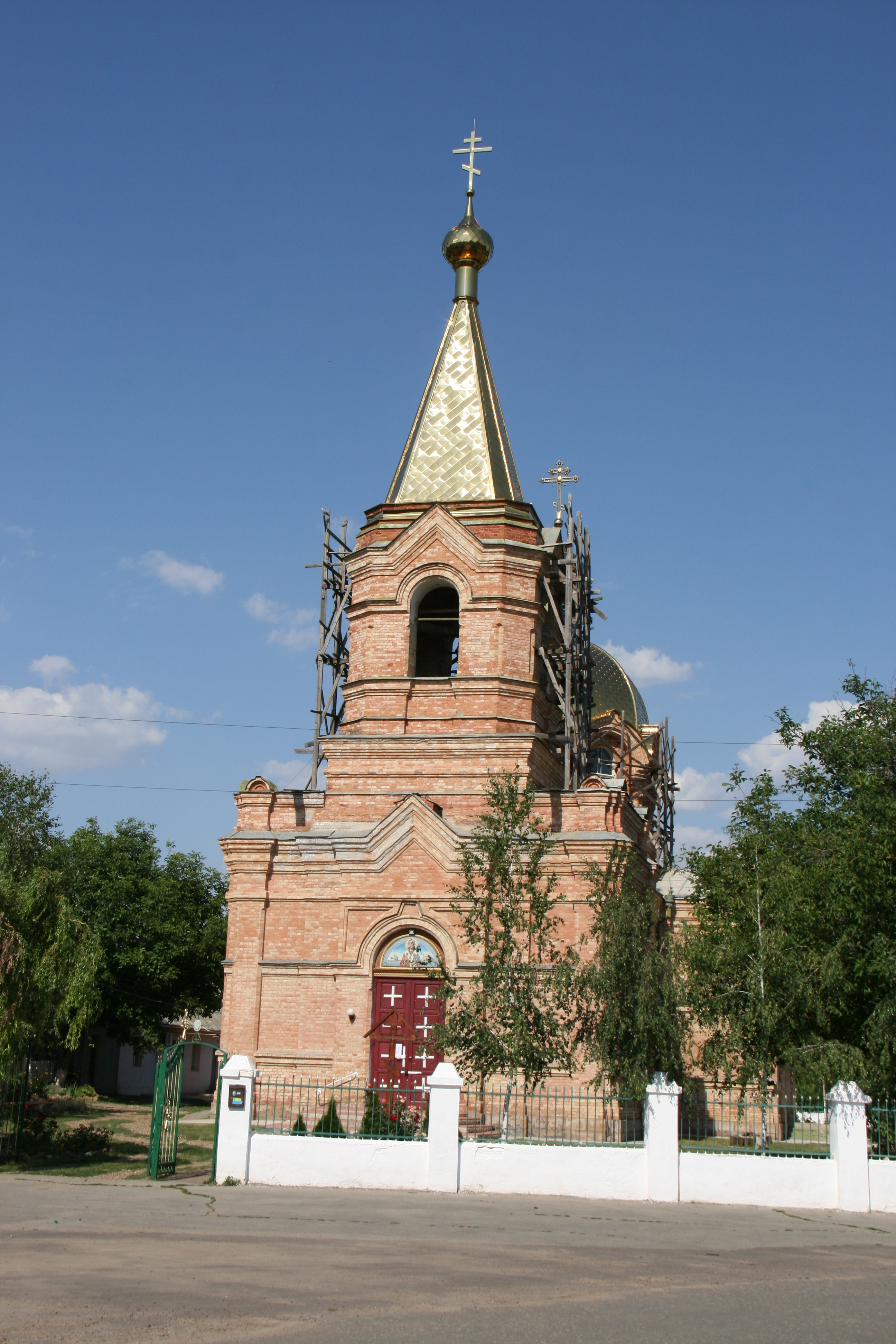
Дзвіниця
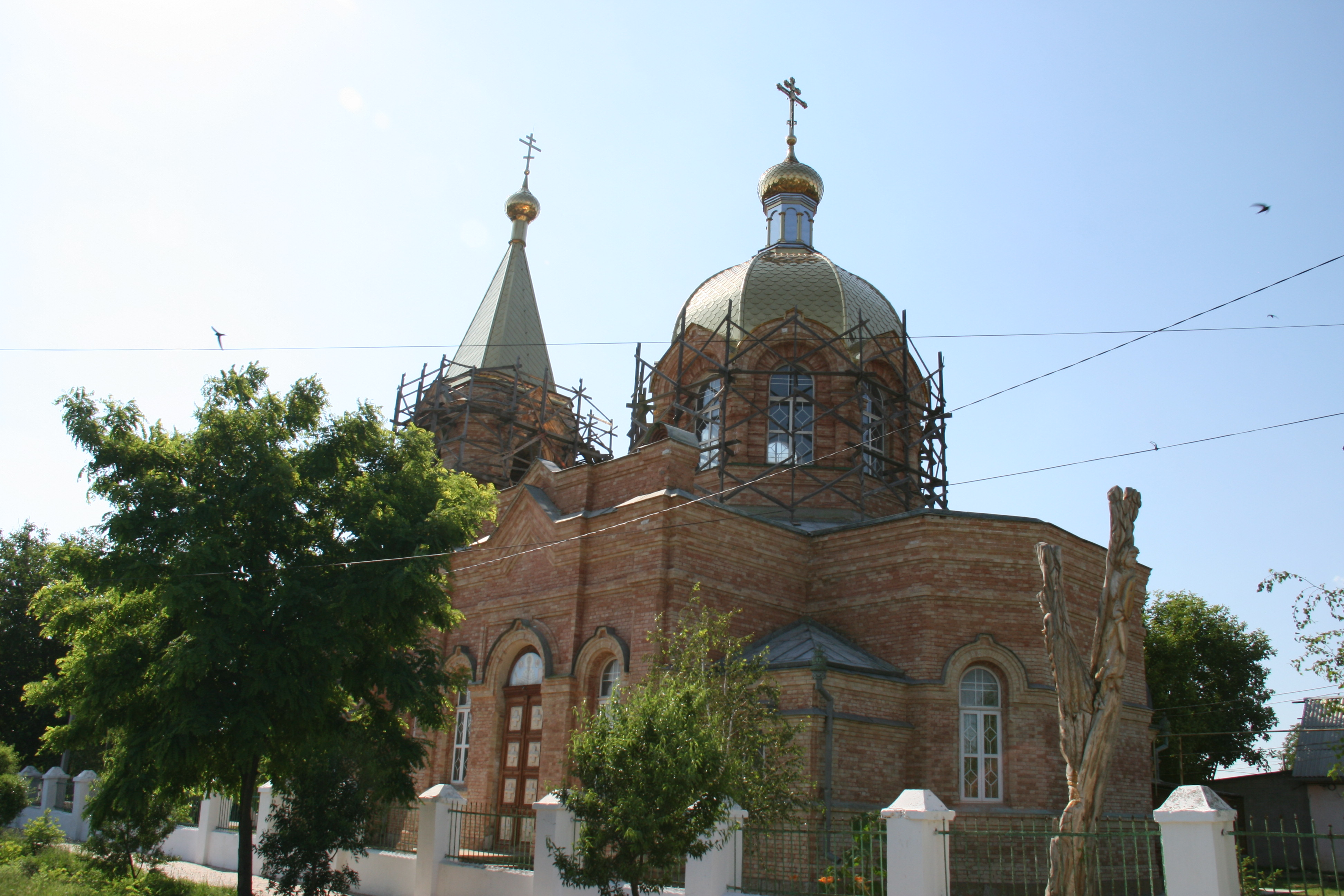
Сучасний вигляд церкви
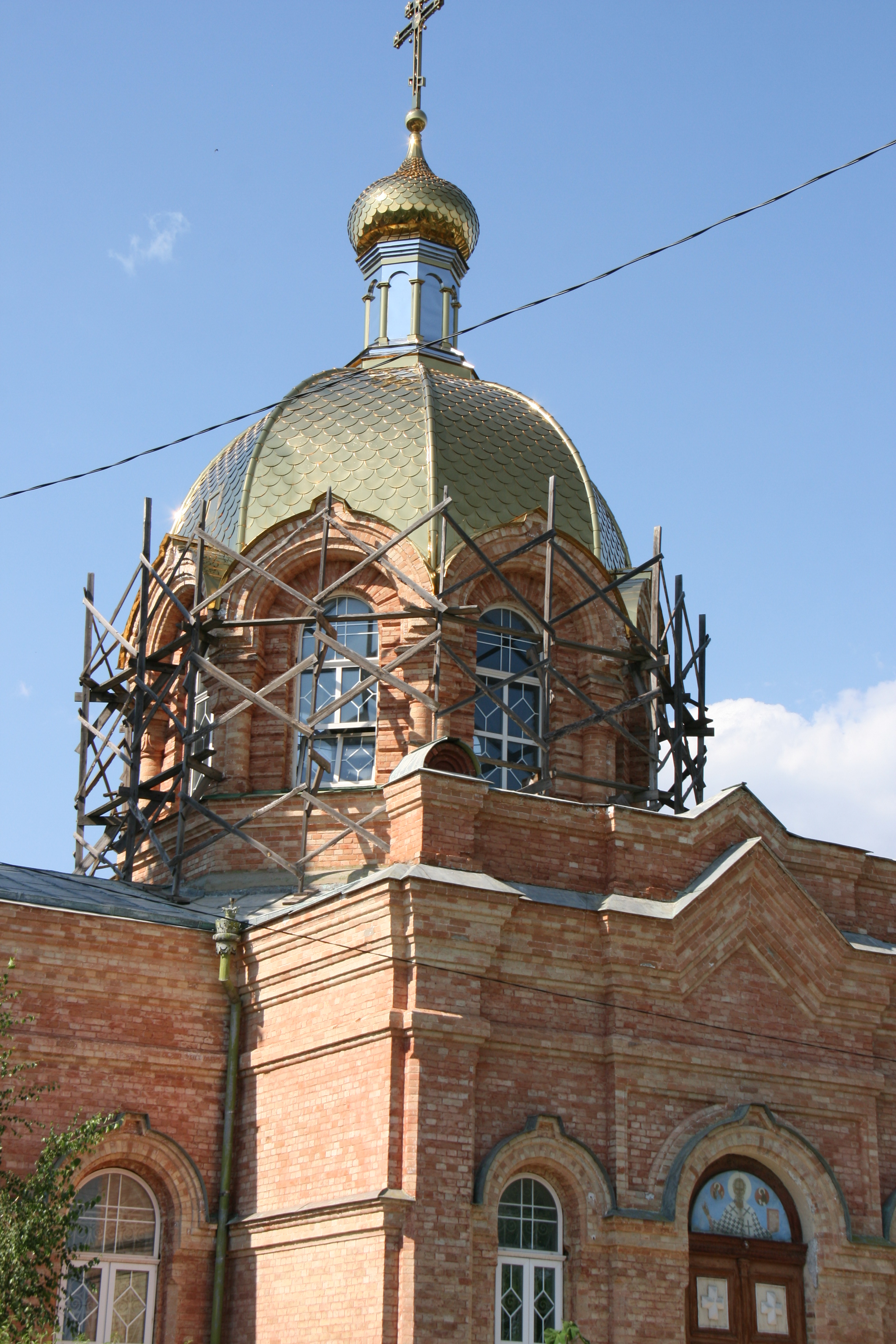
Ремонт купола
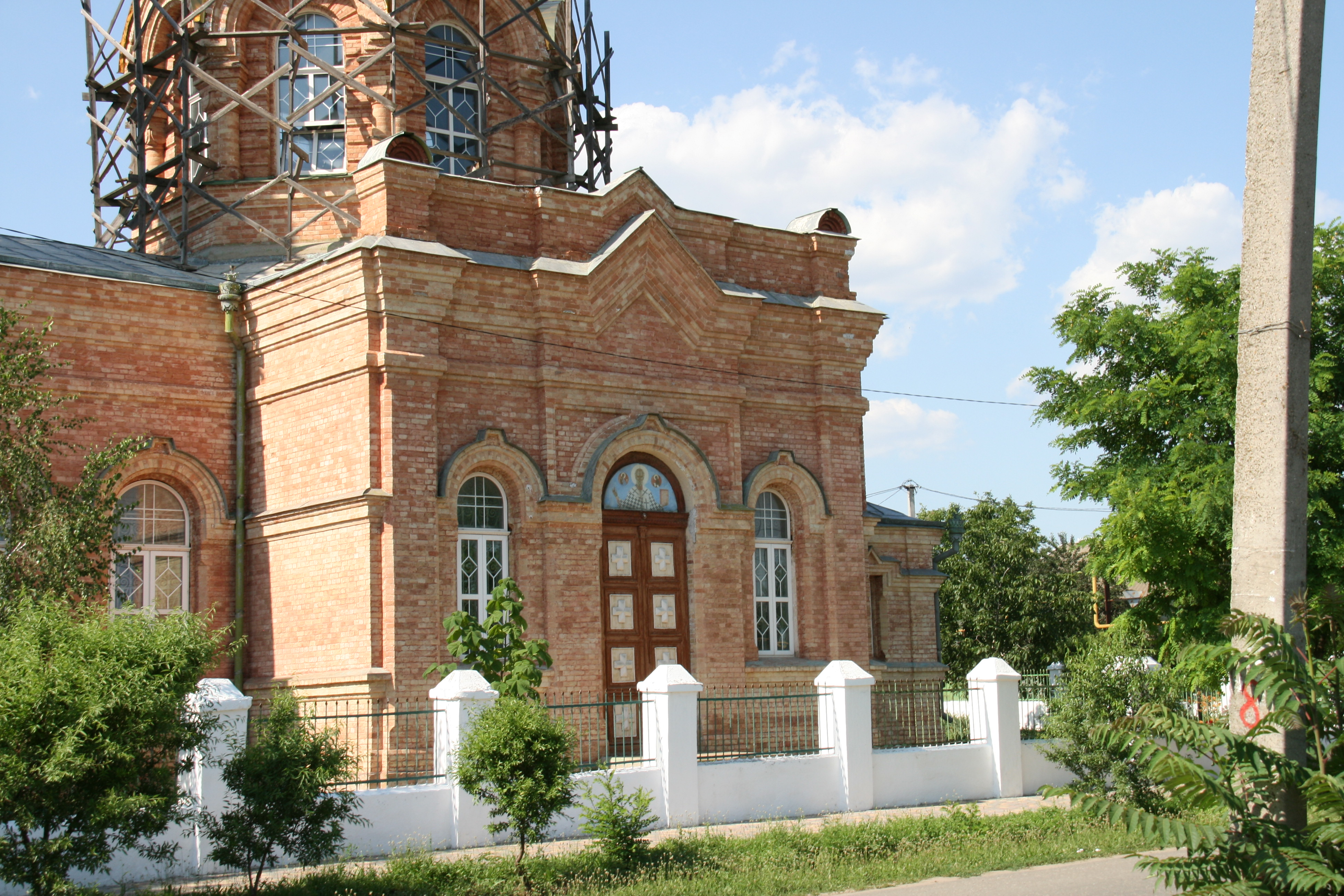
Огорожа церкви та бічний портал